# انعزال تكاثري

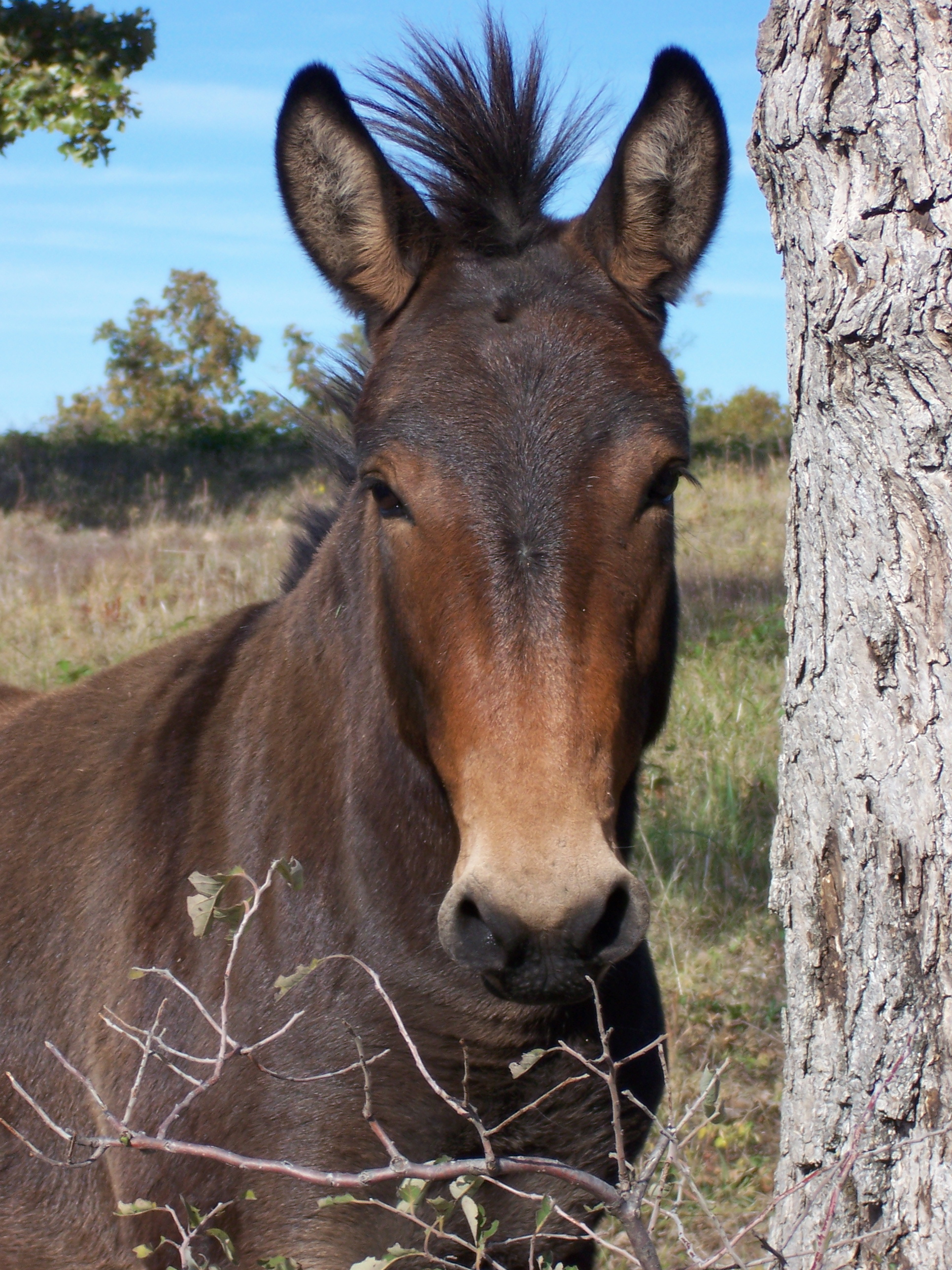

آليات الانعزال التكاثري أو حواجز التكاثر أو حواجز التهجين هي مجموعة من آليات، سلوكيات، وعمليات فيزيولوجية تمنع الأفراد المنتمين لأنواع مختلفة من إنتاج نسل عند التزاوج فيما بينهم، أو تحرص على أن يكون النسل الهجين عقيماً. هذه الحواجز تحافظ على وحدة النوع مع مرور الزمن، مما يقلل أو رأساً يعيق انسياب الجينات بين الأفراد التابعين لأنواع مختلفة، الأمر الذي يحافظ على السمات الخاصة بكل نوع.
لقد تم تصنيف آليات الانعزال التكاثري بعدة طرق. وقد صنَّفها اختصاصي علم الحيوان ارنست ماير إلى فئتين شاملتين: تلك التي تحدث قبل التخصيب (آنفة للتزاوج)، وتلك التي تحدث بعده (تالية للتزاوج). يتم التحكم بآليات الانعزال وراثيا، وقد أُظهر تجريبياً أنَّ هذه الآليات يمكن أن تتطور في أنواع يتداخل توزيعها الجغرافي (انتواع تماثلي)، أو كنتيجة للاختلاف التكيفي للأنواع الذي يصاحب الانتواع التبايني.

## انعزال آنف للتزاوج (آليات الانعزال التي تحدث قبل التكاثر أو التسافد)

### الانغزال الزماني أو الموطني
أي عوامل تمنع التقاء الأفراد القادرين على التكاثر، قد تعزل أفراد الأنواع المختلفة تكاثرياً. وتتضمن أنواع الحواجز التي قد تسبب هذا الانعزال: اختلاف المواطن، الحواجز الفيزيائية، وتباين أوقات النضوج الجنسي أو الإزهار. عندما تتغير العوامل، خاصةً الحواجز الفيزيائية، فإن الأنواع غالباً ما تتشعب.

### الانعزال السلوكي
تباين أنواع الحيوانات من حيث طقوس التزاوج يشكل حواجز تكاثرية قوية تعزل أنواع تبدو متشابهة في معظم مجموعات مملكة الحيوانات. ففي الأنواع ثنائية الجنس، يتوجب على الذكور والإناث العثور على أزواج، أن يكونوا متقاربين منهم، ممارسة طقوس التزاوج المعقدة، ومن ثم التسافد أو إفراز الأعراس إلى البيئة من أجل الإنجاب.

### الانعزال التركيبي
عدم توافق الأعضاء التناسلية يمنع التزاوج بنجاح. أول من أشار إلى العلاقة بين الانعزال التكاثري وشكل الأعضاء التناسلية كان أخصائي علم الحشرات ليون دوفور عام 1844. فإن دروع الحشرات الصلبة تعمل بطريقة مماثلة لعمل القفل والمفتاح، إذ تسمح بتزاوج الأفراد ذوي البنى المتتامة فقط (أي الذكور والإناث التابعين لنفس النوع).

## انعزال تالٍ للتزاوج (آليات الانعزال التي تحدث بعد التكاثر أو التسافد)
ثمة آليات تحدث بعد التخصيب وتمنع نجاح التزاوج ما بين التجمعات والأنواع المختلفة. وقد تم تناولها في أدناه.

### فنائية الزيجوت وانعدام قابلية بقاء الهجائن
هنالك نوع من التضارب شائع في الحيوانات كما هو في النباتات ويحدث عندما تخصب البويضة، ولكن الزيجوت إما لا تنمو، أو تنمو وتكون قابلية بقاء النسل ضئيلة.

### عقم النسل
قد تكون للنسل الهجين قابلية للحياة والبقاء، ولكنه يكون عقيما أو به عطب من حيث التكاثر. إنَّ من الأمثلة على ذلك هو البغل، أو أي هجائن أخرى معروفة. وفي مثل هذه الحالات يكون العقم نتيجة لتفاعل جينات النوعين المختلفين؛ فقد يكون هناك اختلال توازن كروموسومي سببه تباين عدد الكروموسومات لدى الأبوين؛ أو يرجع الأمر إلى تفاعلات النواة مع الهيولي.

## محاباة الاصطفاء للانعزال التكاثري
في عام 1950، قدم كوبمان نتائج لتجارب أُعدت لفحص الفرضية التي تنص على أن الاصطفاء الطبيعي يحابي الانعزال التكاثري بين التجمعات. استعمل في تجربته نوعين من ذباب الفاكهة. عندما تُحفظ هذه الأنواع في درجة حرارة 16 درجة مئوية، فإنَّ حوالي ثُلث عمليات التزاوج تحدث بين الأنواع. وفي التجربة، تم وضع عدد متساو من الذكور والإناث من كلا النوعين في حاويات ملائمة لباقئهم وتكاثرهم. وتم فحص السلالة في كل جيل من أجل العثور على هجائن والتخلص منها. ومن ثم تم اختيار عدد متساو من ذكور وإناث الجيل الناتج ليمثلوا السلف للجيل التالي. وبما أنه كان يتم التخلص من الهجائن في كل جيل، فإنَّ الذباب الذي تزاوج مع أفراد نوعه فقط أنتج نسلاً باق أكثر من الذباب الذي تزاوج مع أفراد النوع الآخر. ومع كل جيل استمر عدد الهجائن بالتناقص حتى الجيل العاشر الذي بالكاد أُنتج فيه أي هجائن. من الواضح أن نبذ الاصطفاء للهجائن كان قوي التأثير في تعزيز الانعزال التكاثري بين هذه الأنواع. وهذا أثبت أن الاصطفاء يعزز الانعزال التكاثري بين تجمعين مختلفين من حيث الوراثة إن كان النسل الناتج عن تزاوجهما أقل تكيفا من الوالدين.
من ناحية أخرى، يمكن لحواجز التهجين بين الأنواع أن تنجم عن الاختلاف التكيفي المصاحب للانتواع التبايني. تم إثبات هذه الآلية بتجربة قام بها دبان دود على نوع من ذباب الفاكهة. وفيها قام بتقسيم تجمع واحد لتجمعين، بحيث تغذى التجمع الأول على أغذية قوامها النشا، فيما تغذى الثاني على أغذية قوامها سكر الشعير. أي أنه تم تكييف كل مجموعة على نوع غذاء مختلف عبر عدة أجيال. وبعد أن تباعد التجمعان بمرور هذه أجيال، تم خلطهما مجددا. وقد لوحظ أن الذباب لم يتزاوج إلا مع أفراد تجمعه. هذا يدل على أن آليات الانعزال التكاثري قد تحصل حتى وإن لم يتم نبذ الهجائن بفعل الاصطفاء.